# Temple-montagne

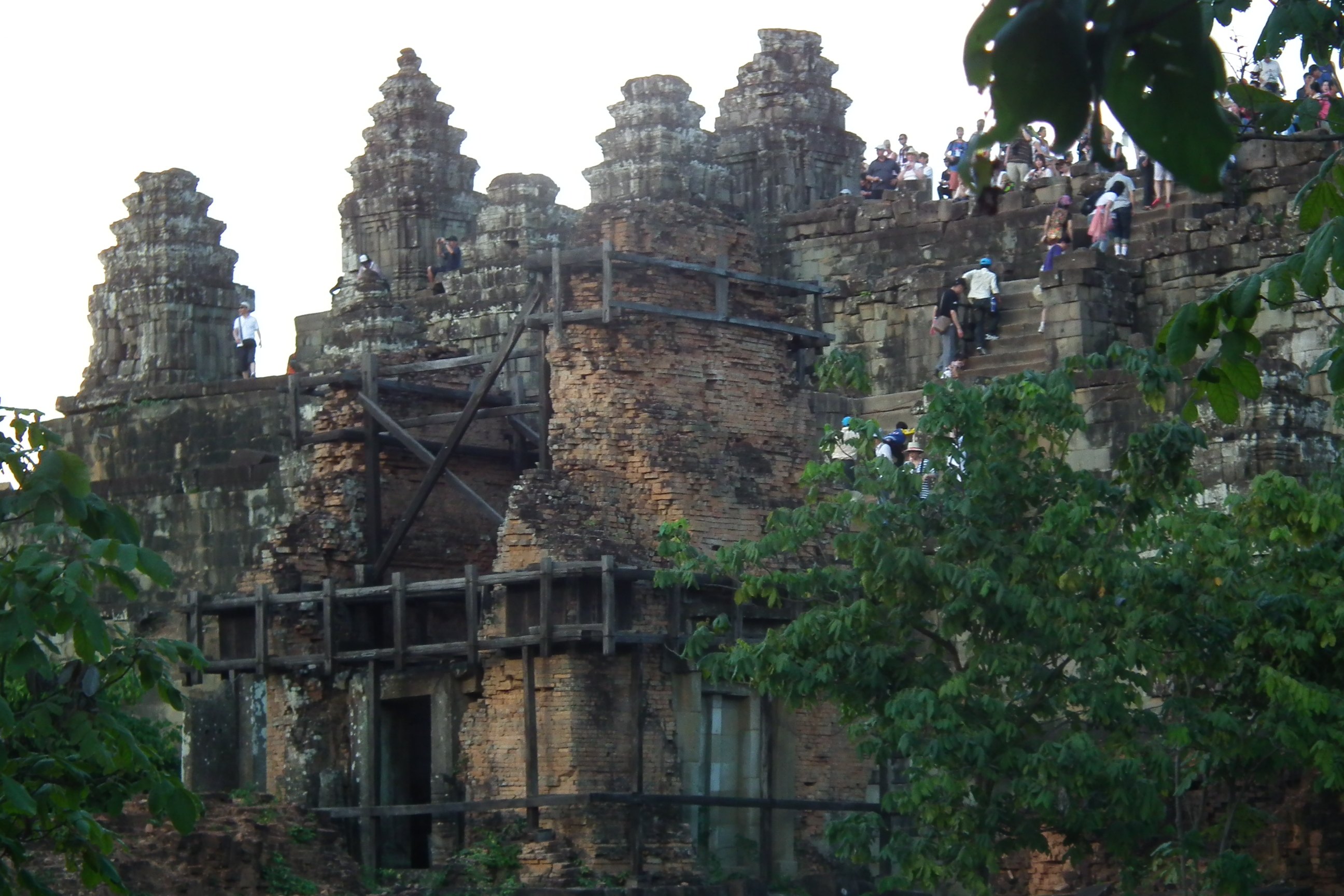
Le Phnom Bakheng d'Angkor est le prototype du temple-montagne khmer.

La notion de temple-montagne trouve son origine dans la civilisation khmère. Il s'agissait d'un temple construit au sommet d'une pyramide à plusieurs étages, (les étages du temple sont toujours en nombre impair : 3, 5, 7…), qui devait représenter le mont Meru en Inde. Or, dans la mythologie hindoue ce mont représente le centre de l'univers sur lequel vivent les dieux, comme les dieux grecs habitent sur l'Olympe. Cette civilisation avait un héritage architectural importé de l'Inde tout comme les religions en usage dans le monde angkorien. Ainsi, pour les Khmers ces excroissances artificielles symbolisaient le Meru sur lesquelles ils édifiaient un temple dédié à leurs divinités, dans le but de se rapprocher de celles-ci.